# 惨殺半島 赤目村
『惨殺半島 赤目村』（ざんさつはんとう あかめむら）は、武富健治による日本の漫画作品。『コミック アース・スター』（アース・スター エンターテイメント）で連載された。

## あらすじ
都会育ちだが、質素な暮らしを好む青年医師・三沢勇人は村医として陸の孤島でもある姫ヶ崎半島の南端に位置する赤目村へ赴任してくる。陸路ではなく、船を使うのが最も早いといった田舎の村には朽ちたリゾートホテルと観覧車がそびえ立っていた。
ひとクセありそうな村長。都会育ちの三沢に厳しい厳しい村の青年たち。森の奥深くの集落。のどかさと不気味さが同居する赤目村には、村人たちがひた隠しにしている禁忌があった。

## 登場人物
三沢勇人（みさわ はやと）
都会育ちだが、質素な暮らしを好む青年医師。
穏やかな田舎暮らしを夢見て赤目村の「あかめ村ぽぴい診療所」（六車村長が命名）に勤務することになるが、新居は廃墟となったリゾートホテルの一室を紹介され、青年団達のイビリに巻き込まれていく。
秋奈（あきな）
誰に対しても明るく面倒見の良い性格で村民達からの信頼も厚い女性。
10年前に神社を営む閼伽目（あかめ）家に嫁いだが、結婚直後に夫の次郎（じろう）と死別し村の風習に従って閼伽目家から籍を抜いたが、その後も夫方の親族であるツタばあさんと祥子の世話をしながら村で雑貨屋兼居酒屋「阿喜菜（あきな）」の女将を務めている。
六車（むぐるま）
赤目村村長。
開発主義である事から一部の村民達からは嫌われている。
八蔵（はちぞう）
赤目村村民。秋奈、六車と共に村に来た勇人を迎えに来た男性。勇人に好意的に接する。
丹沢（たんざわ）
村の分校の教師。
勇人に好意的に接するが、彼に六車を好きではないことを明かしている。
青年団
村の若年男性の組織。
村の古き良き風習と景観を守っていきたい思想を持っており、開発主義者である六車を嫌っている。このため都会出身で六車の要請でやってきた勇人のことも快く思っておらず彼に対してキツい態度で接する。
ツタばあさん
通称おばば。秋奈の夫の親族で、祥子の祖母。赤目神社の秘法をあずかっている。
祥子（しょうこ）
ツタばあさんの孫娘で赤目神社の巫女。年齢は16、17歳だが中学2年生。学校には殆ど登校していない。

## 単行本
- 『惨殺半島 赤目村』 泰文堂〈アース・スターコミックス〉、全2巻
  1. 2013年2月12日発売 ISBN 978-4-8030-0432-8
  2. 2014年5月12日発売 ISBN 978-4-8030-0574-5